# Hilmar-Irwin, Kalifornien
Hilmar-Irwin är en ort (CDP) i Merced County, i delstaten Kalifornien, USA. Enligt United States Census Bureau har orten en folkmängd på 5 197 invånare (2010) och en landarea på 10,2 km².